# Leica I
Leica I (Leica A) — малоформатный шкальный фотоаппарат с несменным объективом, выпускался немецкой компанией Leica Camera с 1925 года. Первая серийная модель из семейства Leica, сконструированная Оскаром Барнаком и поступившая в продажу. Предшественник фотоаппаратов с резьбовым креплением объектива (Leica Standard, Leica II и Leica III).

## История
В 1913 году Оскар Барнак, сотрудник фирмы Leitz, сконструировал фотоаппарат, предназначенный для съёмки на  перфорированную 35-мм киноплёнку, широко распространённую в кинематографе. Отличительная особенность — вдвое увеличенный размер кадра (24×36 мм против 24×18) и фокальный шторно-щелевой фотографический затвор. Для модели I выпускались специальные двухцилиндровые кассеты, заряжавшиеся киноплёнкой из рулона при неактиничном освещении или в темноте. Кассеты, выпущенные для второй модели, имели конструкцию, использующуюся до сегодняшнего дня, но к первой модели они не подходят.
Оскаром Барнаком разработано два прототипа камеры (изготовлены в малом количестве). Первый прототип известен как «Ur-Leica», изготовлено 25 экз. Второй прототип «Prototyp I» или «Leica 0» до наших дней, по-видимому, не сохранился (выпущена современная реплика).

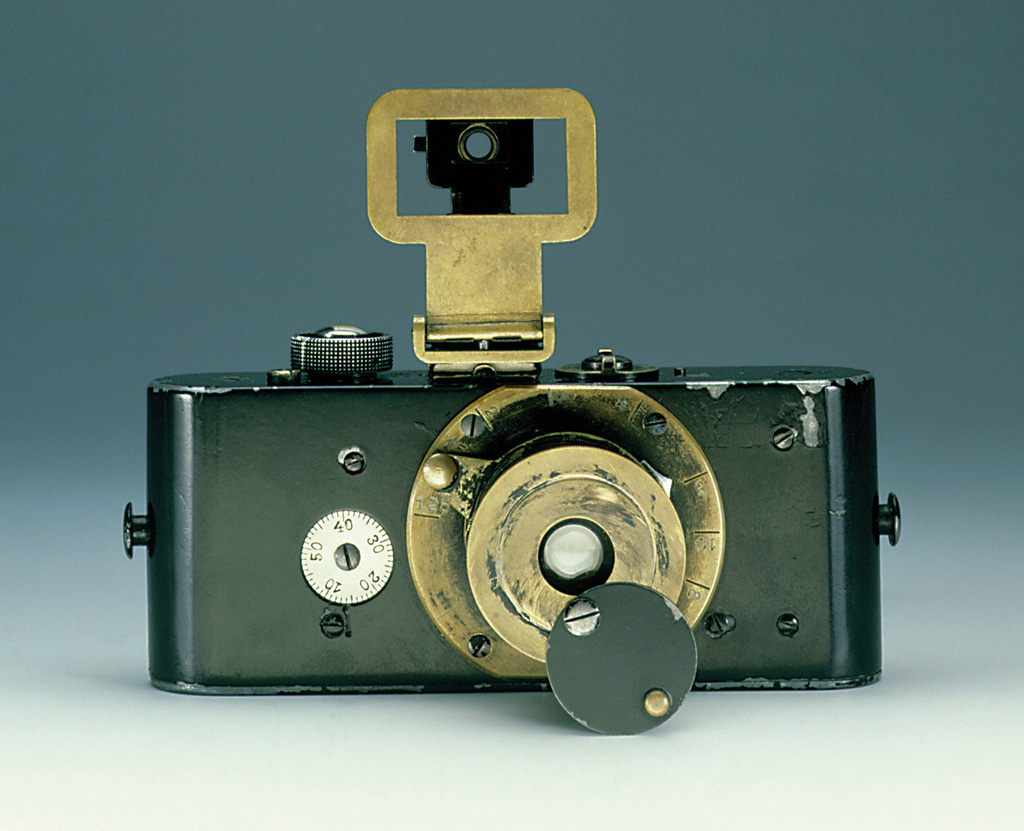
«Ur-Leica», 1913 год.
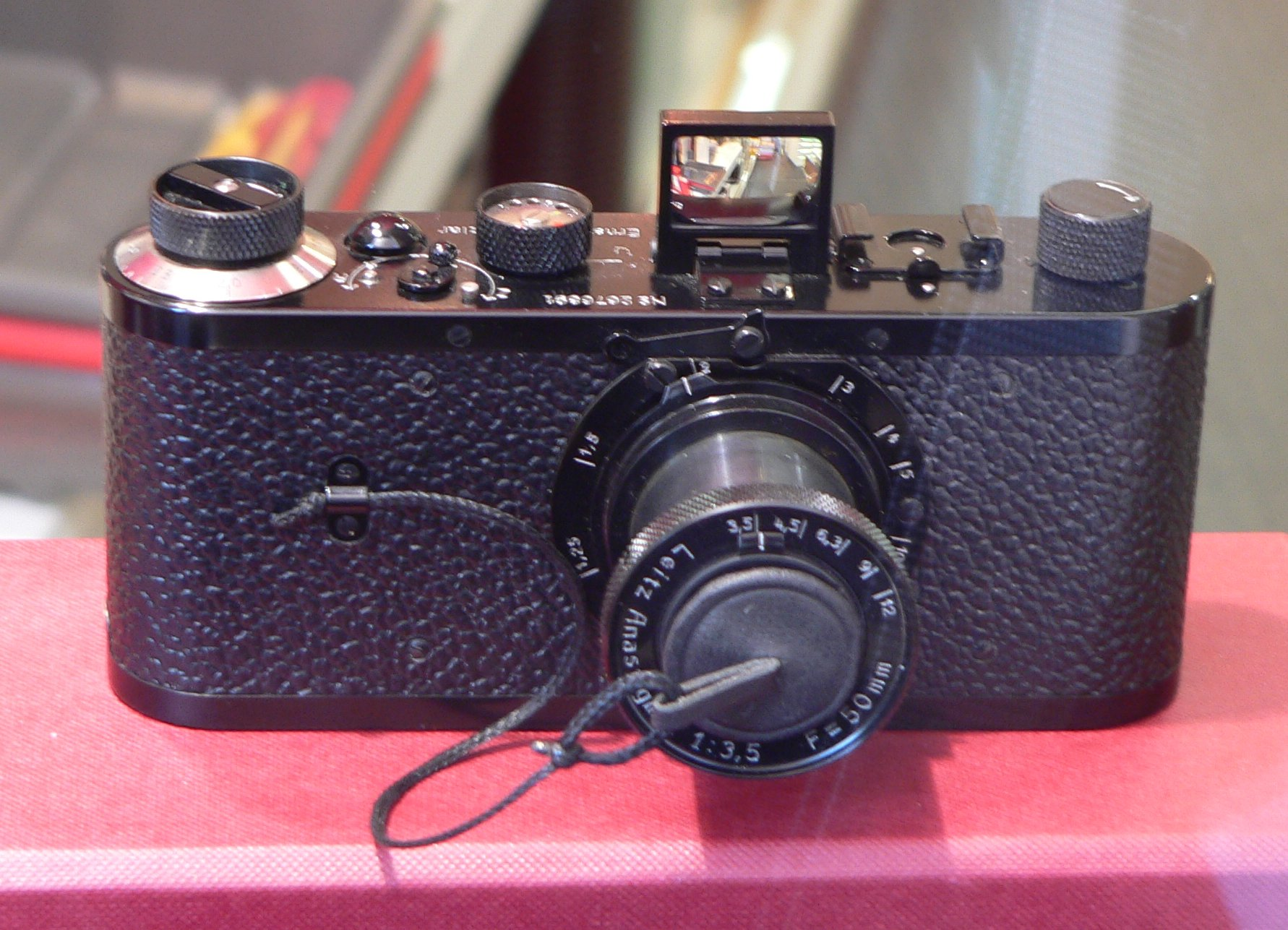
«Leica 0», современная реплика.

С 1925 года начато серийное производство модели Leica IA. Выпущено 58 735 экз.

## Технические характеристики модели Leica IA
- Тип применяемого фотоматериала — 35-мм киноплёнка в кассетах.
- Размер кадра 24×36 мм.
- Корпус металлический.
- Взвод затвора и перемотки плёнки совмещённый, головкой.
- Автоматический счётчик кадров с ручной установкой первого кадра.
- Обратная перемотка плёнки цилиндрической головкой.
- Объектив несъёмный.
  - Наибольшее количество аппаратов выпущено с тубусным (складным) объективом Leitz Elmar 3,5/50. Устанавливались также объективы марок «Anastigmat», «Elmax» или «Hektor».
- Видоискатель оптический параллаксный.
- Фотографический затвор — механический фокальный с матерчатыми шторками, с горизонтальным движением шторок.
- Выдержки затвора от 1/20 до 1/500 с и «В (Z)».
- Синхроконтакт отсутствует.
- Обойма для крепления съёмного несопряжённого дальномера (telemeter).
- Автоспуск отсутствует.

## Другие модификации Leica I
Кроме фотоаппарата Leica IA выпускались модели с другими буквенными индексами.

### Compur Leica (model B)
В 1928 — 1941 годах выпускалась модель Compur Leica (model B) с центральным двухлепестковым фотографическим затвором. Произведено 1072 экз.

### Leica I (model C)
В 1930 — 1933 годах выпускалась модель Leica I (model C) с возможностью замены объектива (с резьбовым креплением M39×1). В отличие от модели Leica Standard рабочий отрезок не был стандартизирован (28,8 мм), требовалась юстировка объективов. Произведено 10226 экз.

### Камеры, аналогичные модели Leica III
В послевоенные годы выпускались фотоаппараты, аналогичные модели Leica III, предназначавшиеся для совместного использования с зеркальной приставкой Leica Visoflex. Дальномер и видоискатель отсутствовали, объективы сменные, с резьбовым креплением M39×1/28,8. Две обоймы — одна для съёмного дальномера, другая — для внешнего видоискателя.
- Leica Ic (1949—1952). Произведено 12013 экз.[9]

- Leica If (1952—1957). Произведено 15786 экз.[10]

- Leica Ig (1957—1963). Произведено 5968 экз.[11]

Последняя модель стала единственной резьбовой «Лейкой», снабжённой логотипом на передней стенке корпуса.